# Saint-Vaast-en-Chaussée
Saint-Vaast-en-Chaussée é uma comuna francesa na região administrativa de Altos da França, no departamento de Somme. Estende-se por uma área de 4,72 km². Em 2010 a comuna tinha 499 habitantes (densidade: 105,7 hab./km²).